# Typhoctinae

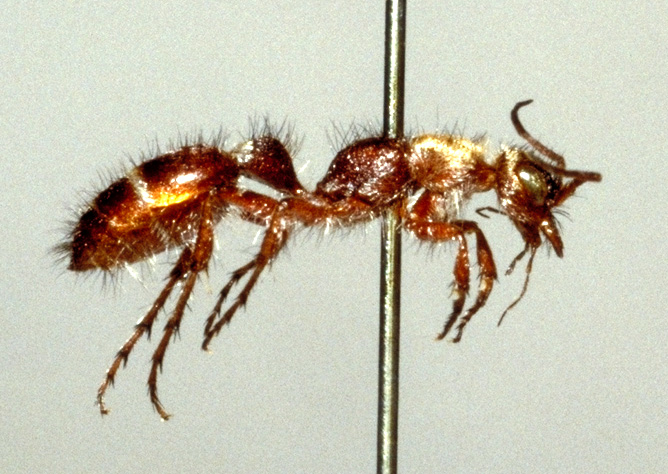
Weibchen von Typhoctes peculiaris

Die Typhoctinae sind eine Unterfamilie der Bradynobaenidae innerhalb der Hautflügler (Hymenoptera). Von ihnen sind etwa 10 Arten aus vier Gattungen bekannt. 
Ihre Verbreitung reicht von Nord- bis Südamerika. Die meist einfarbig schwarz gefärbten Männchen sind geflügelt, während die ungeflügelten Weibchen schwarz oder rötlich gefärbt sind, zuweilen auch zusätzlich mit hellen Mustern versehen sind. Die bisher untersuchten Vertreter der Unterfamilie besitzen, wie auch die der Chyphotinae, Stridulationsorgane am vierten Hinterleibssegment. Im Gegensatz zu dem ähnlich gelagerten Stridulationsorgan vieler anderer Hautflügler (z. B. der Ameisenwespen) finden sich die Strukturen bei den Arten der Typhoctinae seitlich links und rechts. Die Männchen zweier untersuchter Eotilla-Arten besitzen im Gegensatz zu den Weibchen und zu beiden Geschlechtern bei Typhoctes und Typhoctoides darüber hinaus auch noch seitliche Stridulationsorgane am folgenden fünften Hinterleibssegment. Die Tiere wurden bisher nur als tagaktiv beschrieben. Der Fund von Typhoctes-Larven in noch nicht ausgewachsenen Walzenspinnen legt nahe, dass letztere als Wirte dienen. Über die Lebensweise der Typhoctinae ist darüber hinaus kaum etwas bekannt.